# Sistema de Ensino Superior do Estado da Pensilvânia
O Sistema de Ensino Superior do Estado da Pensilvânia (Pennsylvania State System of Higher Education) é o maior fornecedor de ensino superior no Estado da Pensilvânia e um grande sistema de universidades públicas nos Estados Unidos. É o décimo maior sistema universitário nos Estados Unidos e o 43º maior do mundo. O sistema dispõe de 14 faculdades de propriedade estadual.